# Кастро, Сиомара
Ирис Сиомара Кастро Сармьенто де Селайя (исп. Iris Xiomara Castro Sarmiento de Zelaya; род. 30 сентября 1959, Тегусигальпа, Гондурас) — гондурасский политик. Президент Гондураса с 27 января 2022 года.
Супруга свергнутого экс-президента Мануэля Селайи, Кастро была лидером движения сопротивления государственному перевороту в 2009 году в Гондурасе. Была кандидатом в президенты на президентских выборах 2013 и 2017 годов, где представляла Партию свободы и перестройки. Одержала победу на президентских выборах в ноябре 2021 года.

## Молодость
Сиомара вторая из пяти детей, окончила начальную и среднюю школу в Тегусигальпе, институт Сан-Хосе дель Кармен и институт Мария Ауксилиадора, получив степень в области делового администрирования.
В январе 1976 года Сиомара вышла замуж за Мануэля Селайю. Сразу после свадьбы они приобрели дом в Катакамас, Оланчо.
Сиомара Кастро принимала активное участие в деятельности организации «Ассоциация супругов членов Ротари клуба Катакамас», а также в мероприятиях, разработанных в рамках группы, призванной заботиться о нуждающихся детях департамента Оланчо. Кастро приняла также участие в создании «Centro de Cuidado Diurno para Niños en Catacamas» (Ежедневный центр по уходу за детьми в Катакамас) и в рамках этой работы предлагала помощь неполным семьям и важные проекты создания рабочих мест.

## Политическая карьера
В Катакамасе Кастро организовала женскую ветвь Либеральной партии Гондураса и провела кампанию в поддержку своего мужа на внутрипартийных выборах в феврале 2005 года.
Как первая леди Гондураса, Кастро возглавляла программы социального развития, работала с Организацией Объединённых Наций в коалиции с другими первыми леди по решению проблем, с которыми сталкиваются ВИЧ-инфицированные женщины.
После государственного переворота 28 июня 2009 и свержения её мужа Кастро возглавила движение сопротивления государственному перевороту, неоднократно собирая тысячи сторонников на улицах Гондураса с требованием возвращения Селайи. Это движение стало известно как Национальный фронт народного сопротивления (FNRP) и легло в основу политической Партии свободы и перестройки. Кастро присоединилась к своему мужу в бразильском посольстве, где он нашел убежище после возвращения в Гондурас для переговоров с новым режимом.

## Участие в президентских выборах в 2013, 2017 и 2021 годах
С 1 июля 2012 года Кастро официально начала свою президентскую кампанию мероприятиями в департаменте Санта-Барбара. Затем она выиграла праймериз своей партии 18 ноября 2012 года, и 16 июня 2013 года была официально выбрана Партией свободы и перестройки в качестве кандидата на президентских выборах в 2013 году. Кастро выступает решительно против неолиберализма, милитаризации общества и двухпартийной системы Гондураса, она обещала созвать национальное учредительное собрание, чтобы переписать конституцию.
В преддверии выборов Кастро лидировала в опросах среди кандидатов в период с марта по октябрь. Тем не менее, в конечном опросе, прошедшем накануне выборов, рейтинг Кастро упал до второго места, после действующего президента Хуана Орландо Эрнандеса, представлявшего Национальную партию Гондураса. Кастро и Эрнандес широко рассматривались как два ведущих кандидата на выборах. Однако выборы в ноябре 2013 года Кастро проиграла.
На президентских выборах 2017 года Кастро сначала попыталась выдвинуть свою кандидатуру, но затем сняла её в пользу Сальвадора Насраллы.
Победу ей принесло лишь участие в президентских выборах в 2021 году.

## Президент Гондураса
Официально вступила в должность президента Гондураса 27 января 2022 года.